# Tallinn
Tallinn (németül Reval, oroszul Таллин [Tallin] vagy Таллинн [Tallinn], 1918 előtt Ревель [Revel]) Észtország fővárosa, egyúttal Harju megye székhelye, az ország legnagyobb városa. Fontos kulturális, oktatási, politikai, pénzügyi, kereskedelmi és gazdasági központja a balti régiónak. Történelmi belvárosa 1997 óta a UNESCO világörökség listáján található.

## Neve
Észt elnevezésének eredete vitatott. Az egyik elterjedt elképzelés szerint a Taani-linn szóösszetételből alakult ki, amely dán várat vagy dán várost jelent, miután a város egy helyi dán erődítmény köré épült fel. A másik magyarázat, hogy tali-linnát, azaz téli várost/várat takar. A harmadik magyarázat a talu-linna, amely annyit tesz: földvár.

## Földrajz
A Balti-tenger Finn-öblének déli partján terül el. Tavai az Ülemiste-tó és a Harku-tó.

### Éghajlata

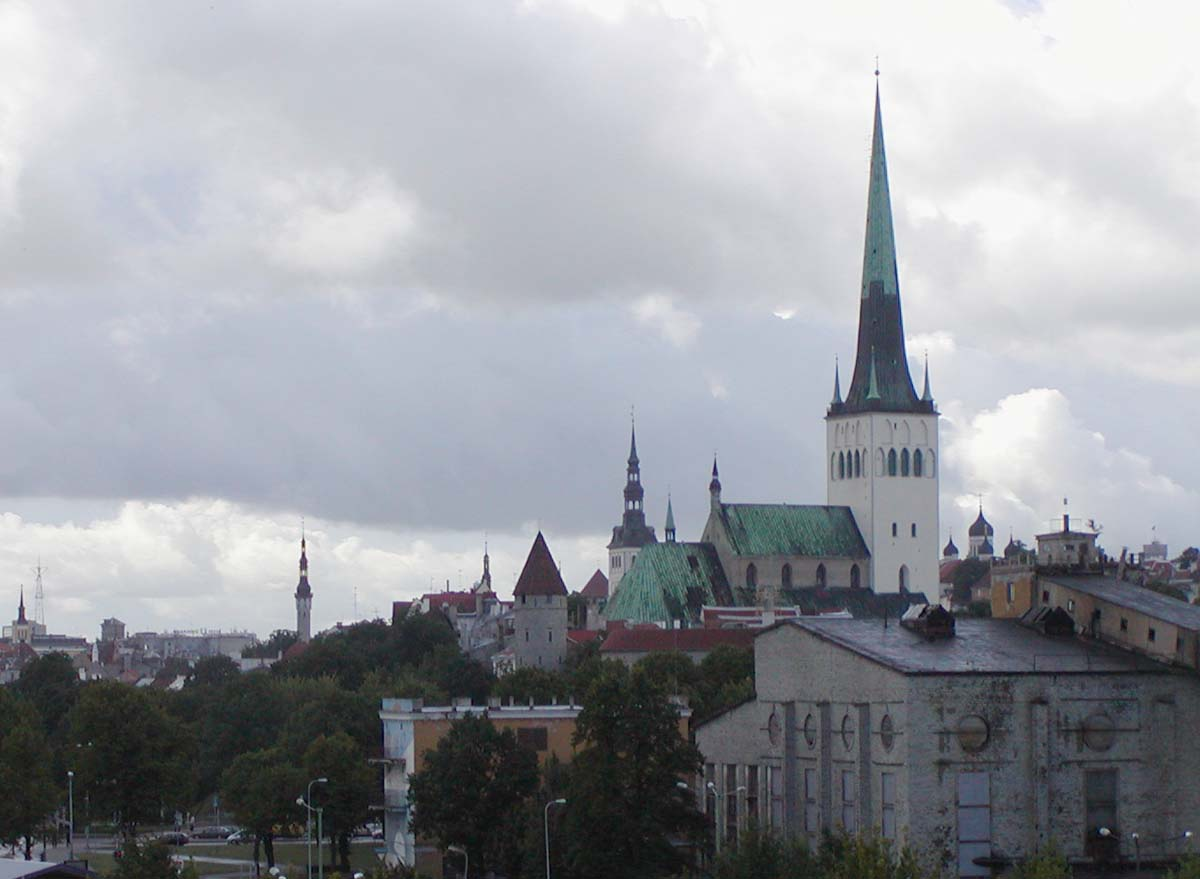
Szent Olaf-templom (Oleviste kirik), a régi Tallinn legmagasabb épülete

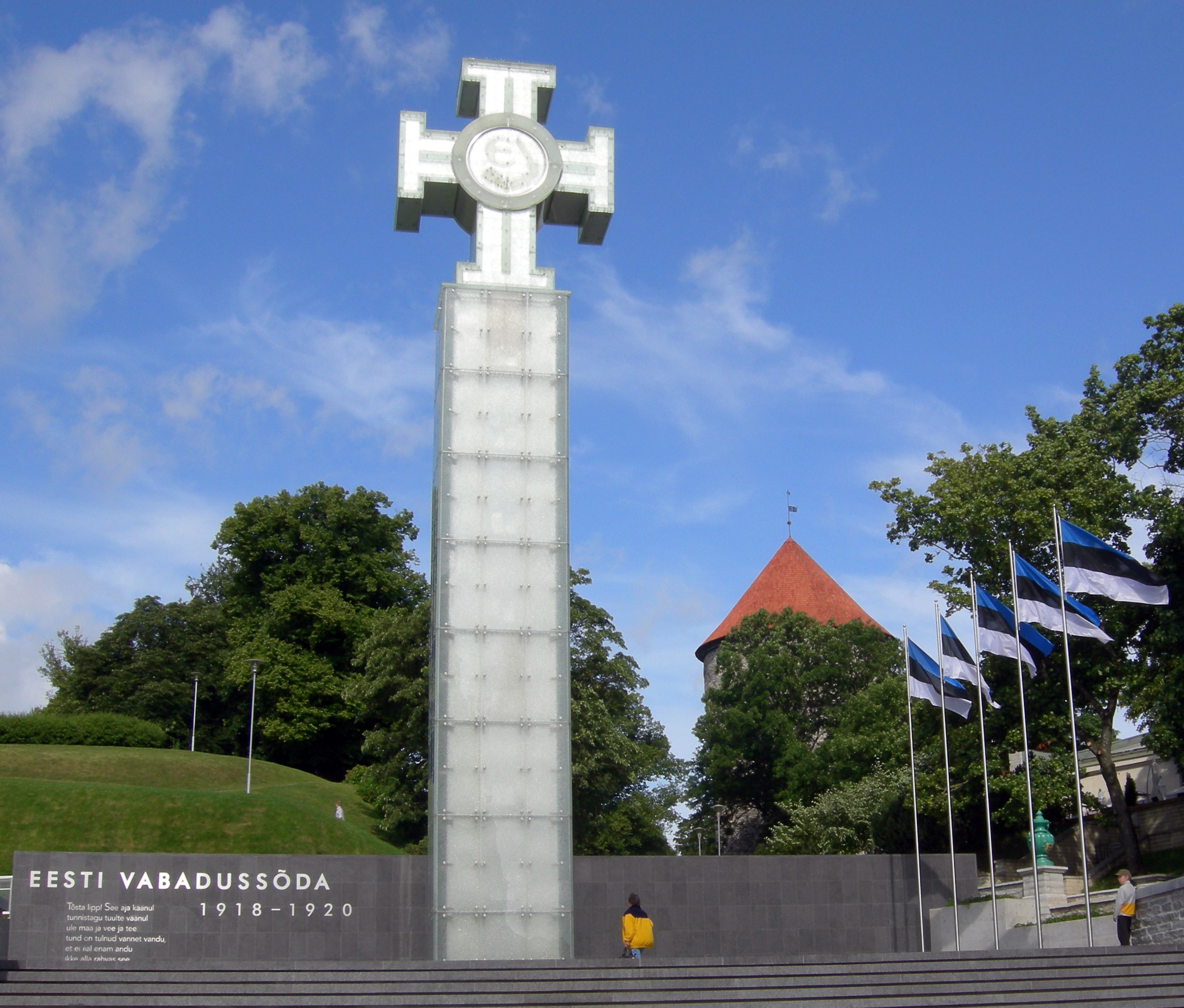
Az észt függetlenségi háború győzelmi emlékműve a Szent János-templom előtt

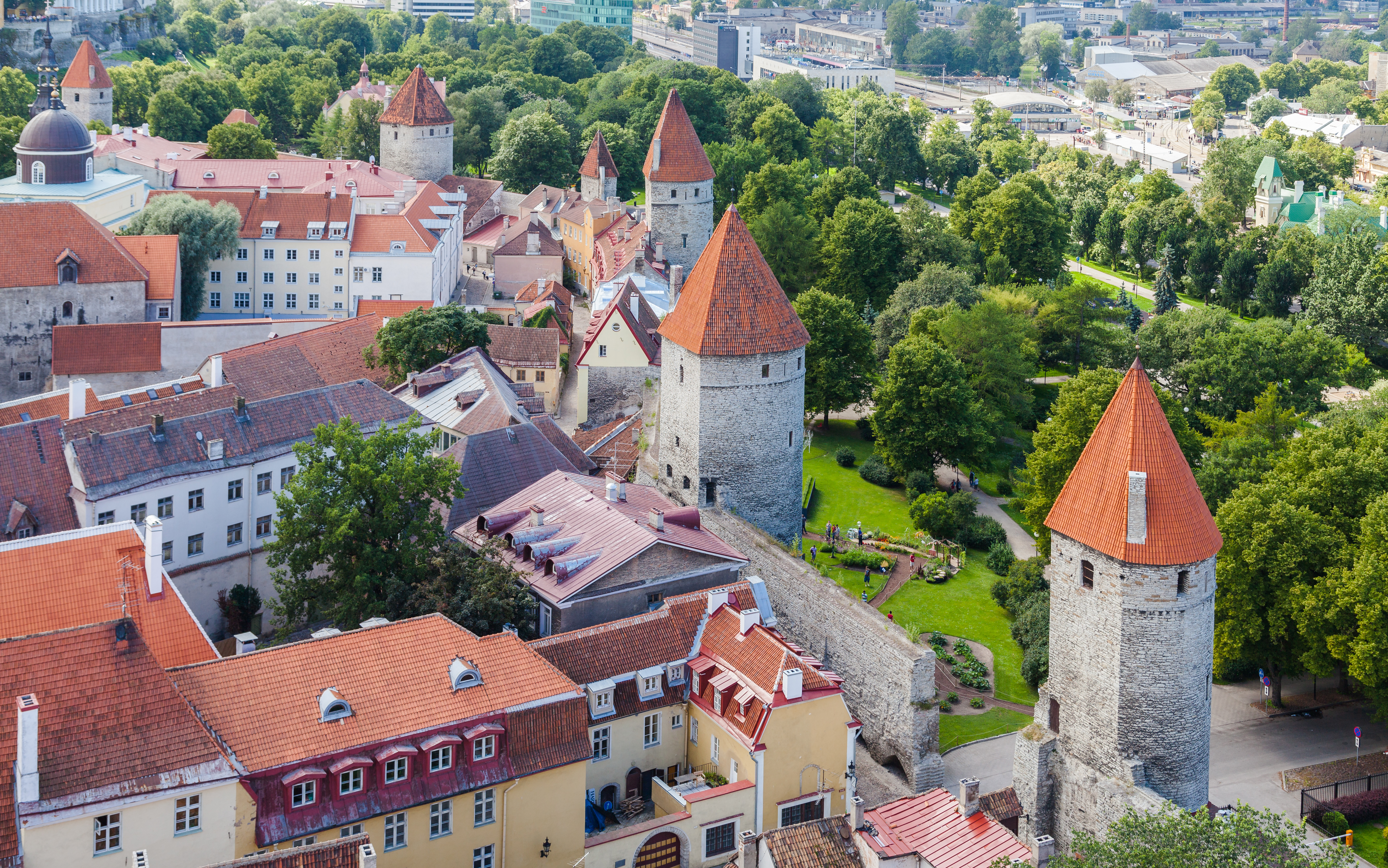
Az óváros egy részlete, háttérben a tallinni pályaudvarral

| Hónap                                        | Jan.  | Feb.  | Már.  | Ápr.  | Máj. | Jún. | Júl. | Aug. | Szep. | Okt.  | Nov.  | Dec.  | Év    |
| -------------------------------------------- | ----- | ----- | ----- | ----- | ---- | ---- | ---- | ---- | ----- | ----- | ----- | ----- | ----- |
| Rekord max. hőmérséklet (°C)                 | 9,3   | 10,1  | 15,9  | 27,2  | 29,7 | 31,2 | 34,3 | 33,9 | 28,5  | 22,0  | 12,8  | 10,6  | 34,3  |
| Átlagos max. hőmérséklet (°C)                | −1,2  | −1,6  | 2,3   | 9,2   | 15,2 | 18,8 | 21,8 | 20,4 | 15,2  | 9,4   | 3,4   | 0,3   | 9,5   |
| Átlaghőmérséklet (°C)                        | −3,4  | −4,3  | −1,0  | 4,5   | 10,1 | 14,1 | 17,2 | 16,0 | 11,3  | 6,5   | 1,3   | −1,9  | 5,9   |
| Átlagos min. hőmérséklet (°C)                | −5,8  | −7,0  | −4,2  | 0,6   | 5,2  | 9,6  | 12,7 | 12,0 | 7,8   | 3,8   | −0,8  | −4,2  | 2,5   |
| Rekord min. hőmérséklet (°C)                 | −31,1 | −30,0 | −25,5 | −17,2 | −5,0 | 0,0  | 4,0  | 2,1  | −5,0  | −10,5 | −21,3 | −31,0 | −31,1 |
| Átl. csapadékmennyiség (mm)                  | 49    | 32    | 31    | 31    | 36   | 57   | 74   | 73   | 60    | 65    | 61    | 49    | 618   |
| Havi napsütéses órák száma                   | 24    | 56    | 127   | 186   | 275  | 303  | 279  | 229  | 141   | 93    | 30    | 15    | 1758  |
| Forrás: Hong Kong Observatory, Pogoda.ru.net |       |       |       |       |      |      |      |      |       |       |       |       |       |

## Történelem
Tallinn történelme színes, teli különböző korszakok fordulatával, ahol az észtek mint eredeti „őslakosok” a 13. század elejétől a 19. század második feléig gyakran csak mint (elnyomott) kisebbség lakhattak. Mégis az ő érdemük, hogy a város még manapság is tartja szép, történelmi arculatát. A különböző korszakok nyomai mind a mai napig megtalálhatók a város, főként az óváros különböző részein.

### A kezdetek
A várost, pontosabban a mai Tallinn kikötőjének a helyén volt halászfalut, Lyndanissét először Henrik Livónia krónikája (Henrici Chronicon Livoniae) említi. Eszerint II. Valdemár dán király hajóhada itt kötött ki 1219 júniusában. Tallinn és Észtország északi része így dán fennhatóság alá került.
1248. május 15-én IV. Erik dán király emelte városi rangra. A 13. század második felében Tallinn is a Hanza-szövetség tagja lett, és a 15. század végéig jelentős szerepet játszott a szövetségen belül. 1347-ben a dán király eladta a várost és vele együtt az északi észt területeket a Livóniai Lovagrendnek.

### Svéd uralom
A livóniai háború (1558–1583) idején az Orosz Cárság, Svédország, Lengyelország és Dánia harcolt a Balti-tenger medencéje feletti hegemóniáért. Az oroszoktól való félelmükben a tallinni kereskedők és a lovagok 1561-ben önként megadták magukat a svédeknek, és ezt követően a város másfél századon át svéd fennhatóság alá tartozott.

### Orosz uralom
A nagy északi háborúban (1700–1721) a Baltikum ismét háborús színtérré vált. Az Orosz Birodalom és Svédország volt a két fő ellenfél. 1710. szeptember 29-én a város harc nélkül kapitulált az orosz seregek előtt. Tallinn ezt követően egészen 1783-ig megtarthatta városi kiváltságait és a helyi törvénykezésben a német nyelvet. 1783-ban II. Katalin megszüntette a város kiváltságait, és azt az észt területekkel együtt a Rigai (Livlandi) kormányzóság]]hoz csatolta.
Tallinn Oroszországhoz csatolását követően I. (Nagy) Péter cár még 1714-ben parancsot adott itt hadikikötő építésére. Ezzel egy időben hajóépítő gyárat is alapított, ami a város iparosodásának kezdetét is jelentette.

### Az első világháború és a függetlenség
Az első világháború harci eseményei elkerülték a várost. 1918. február 24-én Észtország Megmentésének Bizottsága Tallinnban kikiáltotta a független Észt Köztársaságot, amelyet az észt függetlenségi háborúban sikerült megvédeni. 1939-ben a Molotov–Ribbentrop-paktum értelmében Tallinn és Észtország a szovjet érdekszféra része lett. Még ez év nyarán (1940. július 22.) felállították Tallinnban a Vörös Hadsereg első katonai bázisát, előkészítve ezzel az ország hivatalos bekebelezését.

### Amásodik világháborúés a szovjet korszak
1940-ben a tallinni németeket áttelepítették a Harmadik Birodalomba, a megszállt Lengyelországban felállított Wartheland kormányzóságba.[forrás?] A német Wehrmacht 1941. augusztus 28-án elfoglalta Tallinnt. A szovjet légierő 1944 folyamán többször bombázta a várost majd 1944. szeptember 23-án sikerült a Vörös Hadseregnek visszafoglalnia a németektől. Megalakult az Észt Szovjet Szocialista Köztársaság. Észtország függetlenségét 1991. augusztus 20-án állították helyre.

## Népesség
| Nemzetiségek | 1820   | 1820 | 1871   | 1871 | 1881   | 1881 | 1897   | 1897 | 1913    | 1913 | 1917    | 1917 | 1918    | 1918 | 1922    | 1922 | 1934    | 1934 |
| Nemzetiségek | fő     | %    | fő     | %    | fő     | %    | fő     | %    | fő      | %    | fő      | %    | fő      | %    | fő      | %    | fő      | %    |
| ------------ | ------ | ---- | ------ | ---- | ------ | ---- | ------ | ---- | ------- | ---- | ------- | ---- | ------- | ---- | ------- | ---- | ------- | ---- |
| Összesen     | 12 902 | 100  | 29 162 | 100  | 45 880 | 100  | 58 810 | 100  | 116 132 | 100  | 156 350 | 100  | 105 789 | 100  | 122 419 | 100  | 137 792 | 100  |
| észt         | 4486   | 34,8 | 15 097 | 51,8 | 26 324 | 57,4 | 40 406 | 68,7 | 83 133  | 71,6 | 90 000  | 57,7 | 86 035  | 81,3 | 102 568 | 83,8 | 117 918 | 85,6 |
| orosz        | 2304   | 17,9 | 3300   | 11,3 | 5111   | 11,1 | 6008   | 10,2 | 13 275  | 11,4 | 40 000  | 25,6 | 5188    | 4,9  | 7513    | 6,2  | 7888    | 5,7  |
| német        | 5540   | 42,9 | 10 020 | 34,4 | 12 737 | 27,8 | 10 297 | 17,5 | 12 424  | 10,7 | 13 000  | 8,3  | 7691    | 7,3  | 6904    | 5,6  | 6575    | 4,8  |
| egyéb        | 572    | 4,4  | 745    | 2,5  | 1708   | 3,7  | 2099   | 3,6  | 7600    | 6,5  | 13 350  | 8,4  | 6875    | 6,3  | 5434    | 4,4  | 5411    | 3,9  |

| Nemzetiségek | 1959    | 1959 | 1970    | 1970 | 1979    | 1979 | 1989    | 1989 | 2000    | 2000 | 2010    | 2010 |
| Nemzetiségek | fő      | %    | fő      | %    | fő      | %    | fő      | %    | fő      | %    | fő      | %    |
| ------------ | ------- | ---- | ------- | ---- | ------- | ---- | ------- | ---- | ------- | ---- | ------- | ---- |
| Összesen     | 281 714 | 100  | 362 706 | 100  | 428 537 | 100  | 478 974 | 100  | 400 378 | 100  | 399 340 | 100  |
| észt         | 169 697 | 60,2 | 201 908 | 55,7 | 222 218 | 51,9 | 227 245 | 47,4 | 215 114 | 53,7 | 220 767 | 55,3 |
| orosz        | 90 594  | 32,2 | 127 103 | 35,0 | 162 714 | 38,0 | 197 187 | 41,2 | 146 208 | 36,5 | 145 027 | 36,3 |
| ukrán        | 7277    | 2,6  | 13 309  | 3,7  | 17 507  | 4,1  | 22 856  | 4,8  | 14 699  | 3,7  | 13 968  | 3,5  |
| fehérorosz   | 3683    | 1,3  | 7158    | 2,0  | 10 261  | 2,4  | 12 515  | 2,6  | 7938    | 2,0  | 7342    | 1,8  |
| finn         | 1650    | 0,6  | 2852    | 0,8  | 2996    | 0,7  | 3271    | 0,7  | 2436    | 0,6  | 2299    | 0,6  |
| zsidó        | 3714    | 1,3  | 3750    | 1,0  | 3737    | 0,9  | 3620    | 0,8  | 1598    | 0,4  | 1347    | 0,3  |
| egyéb        | 1416    | 0,5  | 6626    | 1,8  | 9104    | 2,1  | 12 280  | 2,6  | 12 385  | 3,1  | 8590    | 2,2  |

| Lakosok száma | 176 000 | 363 000 | 442 960 | 434 800 | 393 222 | 413 782 | 446 055 | 434 562 | 438 341 | 457 572 |
|               | 1941    | 1970    | 1979    | 1996    | 2011    | 2015    | 2017    | 2019    | 2021    | 2024    |

## Kerületei
Tallinn 8 kerületre (linnaosa, többes számban linnaosad) oszlik. 
| Térkép                                                           | #  | Kerület neve            | Zászló | Címer | Lakosság (fő, 2017. november) | Terület (km²) | Népsűrűség (fő/km²) |
| ---------------------------------------------------------------- | -- | ----------------------- | ------ | ----- | ----------------------------- | ------------- | ------------------- |
| A térképen nem látszó Aegna sziget Kesklinn kerülethez tartozik. | 1. | Haabersti               |        |       | 45 339                        | 22,26         | 2036,8              |
| A térképen nem látszó Aegna sziget Kesklinn kerülethez tartozik. | 2. | Kesklinn (városközpont) |        |       | 63 406                        | 30,56         | 2074,8              |
| A térképen nem látszó Aegna sziget Kesklinn kerülethez tartozik. | 3. | Kristiine               |        |       | 33 202                        | 7,84          | 4234,9              |
| A térképen nem látszó Aegna sziget Kesklinn kerülethez tartozik. | 4. | Lasnamäe                |        |       | 119 542                       | 27,47         | 4351,7              |
| A térképen nem látszó Aegna sziget Kesklinn kerülethez tartozik. | 5. | Mustamäe                |        |       | 68 211                        | 8,09          | 8431,5              |
| A térképen nem látszó Aegna sziget Kesklinn kerülethez tartozik. | 6. | Nõmme                   |        |       | 39 540                        | 29,17         | 1355,5              |
| A térképen nem látszó Aegna sziget Kesklinn kerülethez tartozik. | 7. | Pirita                  |        |       | 18 606                        | 18,73         | 993,4               |
| A térképen nem látszó Aegna sziget Kesklinn kerülethez tartozik. | 8. | Põhja-Tallinn           |        |       | 60 203                        | 15,9          | 3786,4              |

## Gazdaság
Tallinn a 13. századtól kezdődően a Hanza-szövetség tagja, a Balti-tenger északi medencéjének meghatározó kereskedelmi központja. A városban megtelepedett német kereskedők jelentős mértékben monopolizálták a Hansa-városokból Oroszországba irányuló kereskedelmet. Ez biztosította a jólétet, amit a város középkori építészeti emlékei híven tükröznek. A város hivatalos nyelve egészen 1783-ig a német volt, és a városi tanácsot is a német kereskedők alkották.
Tallinn ipari fejlődése 1714-ben kezdődött, amikor I. Péter orosz cár haditengerészeti támaszpontot és hajóépítő üzemet alapított a városban. A 19. század első felében papírgyár, gyufagyár, gépipari üzemek nyíltak. Az 1877-ben alapított Luther bútorgyár világhírre tett szert.
A Tallinnt Szentpétervárral összekötő vasútvonalat 1870-ben nyitották meg.
A város gazdasági struktúrájában jelentős változást Észtország függetlenségének visszanyerése hozott 1991-ben. Az azóta eltelt évek alatt az ipari termelésben foglalkoztatottak aránya 47%-ról 25%-ra esett vissza. 2003-ban 74%-uk a szolgáltatásban talált munkát. Ez a struktúraváltás a város lakosságának számában is nyomon követhető. Míg 1990-ben a városnak közel 480 000 lakosa volt a lakosok száma 2002-ben mindössze 377 890 főt tett ki. Napjainkban Tallinn legdinamikusabban fejlődő gazdasági ágazatai a bankszektor, az informatikai és elektronikai ipar.
Tallinn Észtország pénzügyi és gazdasági központja. A városnak rendkívül diverzifikált gazdasága van, különös erősségekkel rendelkezik az információs technológia, a turizmus és a logisztika területén. Az észt GDP több mint fele Tallinnhoz kapcsolódik.
2008-ban Tallinn egy főre jutó GDP-je az észt átlag 172 százaléka volt.

### Információs technológia
A tengeri kikötő és főváros hosszú ideje betöltött szerepein túl Tallinn fejlett információs technológiai ágazatot hozott létre. A The New York Times 2005. december 13-i számában Észtországot „egyfajta Balti-tengeri Szilícium-völgyként” jellemezte.
Tallinn egyik testvérvárosa a Kaliforniában, a Szilícium-völgyben található Los Gatos. A Tallinnból származó számos észt startup közül az egyik legismertebb a Skype. Sok startup a szovjet korszak Kibernetikai Intézetéből indult.
Az elmúlt években Tallinn fokozatosan Európa egyik legfontosabb informatikai központjává nőtte ki magát. Napjainkra nagyszabású IT rendszerekről és informatikai fejlesztésekről nevezetes a város. A Szabadságon, a Biztonságon és a Jog Érvényesülésén Alapuló Térség Nagyméretű IT-rendszereinek Üzemeltetési Igazgatását Végző Európai Ügynökség mellett itt székel a NATO Kooperatív Kibervédelmi Kiválósági Központ (CCDCOE) is. A CCDCOE adott otthont a Tallinni kézikönyv elkészítéséhez is, amely a kiberműveletek és a kiberháborúk nemzetközi jogi vonatkozásait összegezte.
Olyan nagyvállalatok központjai találhatóak a városban, mint például a TeliaSonera, vagy a Kuehne + Nagel. Támogatási, fejlesztési és hálózatépítési lehetőségeket kereső észtországi és nemzetközi induló vállalkozásoknak olyan kisebb start-up inkubátorok segítettek támogatást szerezni, mint a Garage48, vagy a Game Founders.

### Turizmus
Tallinn évente 4,3 millió látogatót fogad, és ez a szám az elmúlt évtizedben folyamatosan nőtt.
Óvárosa az UNESCO világörökség részét képezi, jelentős turisztikai attrakció; itt található például az Észt Tengerészeti Múzeum tengerparti kikötője, a Tallinni Állatkert, a Kadriorg Park és az Észt Szabadtéri Múzeum. A legtöbb látogató Európából érkezik, bár Tallinnt egyre inkább az oroszországi és az ázsiai–csendes-óceáni térség turistái is látogatják.
A tallinni kikötő az egyik legforgalmasabb célpontja a Balti-tengeren közlekedő személyszállító hajóknak, több mint 520 000 fordult meg itt 2013-ban.
2011-től rendszeres hajókörutakat szerveznek a Tallinni repülőtérrel együttműködésben.
A Tallinn Card egy időben lehatárolt kártya a turisták számára. Lehetővé teszi tulajdonosa számára a közösségi közlekedés ingyenes használatát, több múzeumba és nevezetességbe való ingyenes belépést, valamint kedvezmények, vagy ingyenes ajándékok igénybevételét egyes üzletekben, éttermekben.

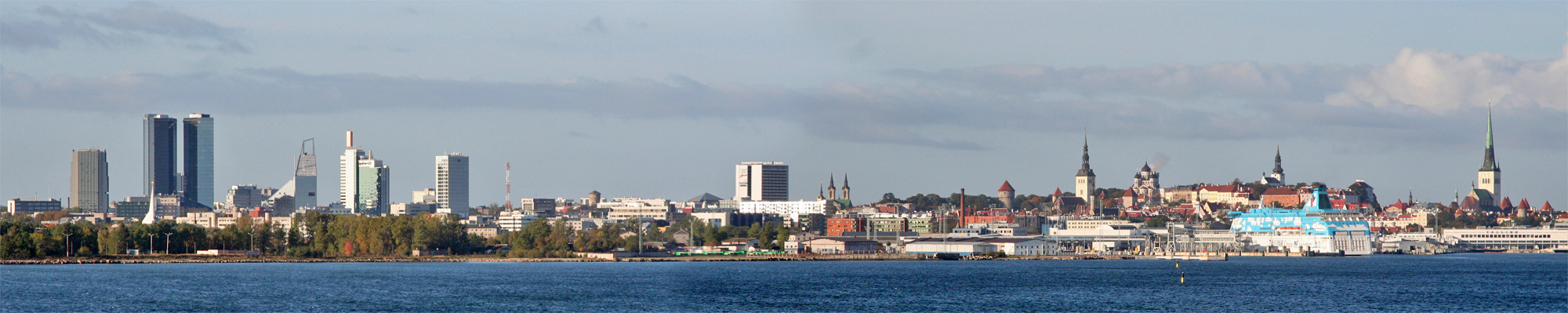
A városközpont panorámája

### Energia
Az Eesti Energia, egy nagy olajpala-energiaipari társaság, melynek székhelye Tallinnban található. Szintén a főváros ad otthont az Elering központjának, amely országos villamosenergia-átviteli rendszerüzemeltető, az ENTSO-E észt földgázipari társaság tagja, valamint az Eesti Gaas és az Alexela Energia energia holdingoknak, melyek az Alexela Group részei. A Nord Pool Spot, a világ legnagyobb villamosenergia-forgalmazója helyi irodáját szintén Tallinnba telepítette.

### Pénzügy
Tallinn Észtország pénzügyi centruma, egyben a skandináv-balti térség meghatározó gazdasági központja. Számos nagybank, mint például a SEB, a Swedbank, a Nordea és a DNB helyi kirendeltsége Tallinnban található. Az LHV Pank, egy észt befektetési bank székhelye szintén Tallinnban van. Az észt kormány által hivatalosan elismert két kriptovaluta, a CoinMetro és a DX.Exchange kereskedésének tőzsdei székhelye is Tallinnban található. A NASDAQ OMX Csoport részét képező Tallinni Tőzsde az egyetlen szabályozott tőzsde Észtországban.

### Logisztika
A tallinni a Balti-tenger régiójának egyik legnagyobb kikötője. Az óvárosi kikötőt a 10. század óta optimális kikötőnek tekintik, ám napjainkra a teherforgalmat Muuga teherkikötőjébe és Paldiski déli kikötőjébe helyezték át. Van ugyanakkor egy kis óceánjáró hajóflotta Tallinnban, onnan indulnak és oda érkeznek a hajóhad óceánjárói.

### Feldolgozóipar
A tallinni ipari életben kiemelten fontos szerepet játszik a hajógyártás, a gépgyártás, a fémfeldolgozás, az elektronika és a textilgyártás. A BLRT Grupp székhelye és leányvállalatai Tallinnban találhatóak. Mind az Air Maintenance Estonia, mind az AS Panaviatic Maintenance a Tallini repülőtérre van bejegyezve és ott nyújt a repülőgépeknek MRO szolgáltatásokat. Tevékenységüket nagymértékben kibővítették az utóbbi években.

#### Élelmiszer-feldolgozás
A Liviko, a Vana Tallinn likőr gyártója, szorosan kapcsolódik a városhoz, Tallinnban működik. Az Orkla Group ipari konglomerátum részét képző Kalev édesipari cég központja Tallinn délkeleti részén, Lehmjaban található.

### Kiskereskedelem
A város nagy számú bevásárló turistát vonz a régió országaiból. Az új, tervezett kiskereskedelmi fejlesztések befejezését követően Tallinn egy-egy lakosára közel 2 négyzetméter bevásárló alapterület jut. Észtország már most is előkelő helyen áll Európában az egy lakosra jutó bevásárlóterület alapján, megelőzve Svédországot, csak Norvégia és Luxemburg áll előtte. Ezt a helyzetet javítják tovább a főváros tervezett beruházásai.

### Meghatározó intézmények és vállalati központok
Többek között:
- NATO Kooperatív Kibervédelmi Kiválósági Központ (CCDCOE)
- A szabadságon, a biztonságon és a jog érvényesülésén alapuló, a térségben működő nagyszabású IT-rendszerek – vagyis a Schengeni Információs Rendszer (SIS II) – operatív irányításával foglalkozó Európai Ügynökség (az eu-LISA),[23][24][25][26] székhelye Tallinn.
- A Skype szoftverfejlesztési központja Tallinnban található.[27]
- A TeliaSonera informatikai fejlesztési központja Tallinnban található.[27]
- A Kuehne + Nagel informatikai központja Tallinnban található.[28]
- Az Arvato Financial Solutions globális informatikai fejlesztési és innovációs központja Tallinnban található.[29]
- Az Ericsson Európában az egyik legnagyobb gyártóüzemével rendelkezik Tallinnban, amely a 4G kommunikációs eszközök gyártására összpontosít.[30]
- Az Equinor csoport pénzügyi központját Tallinnba költöztette.[9]

## Infrastruktúra

### Közlekedés

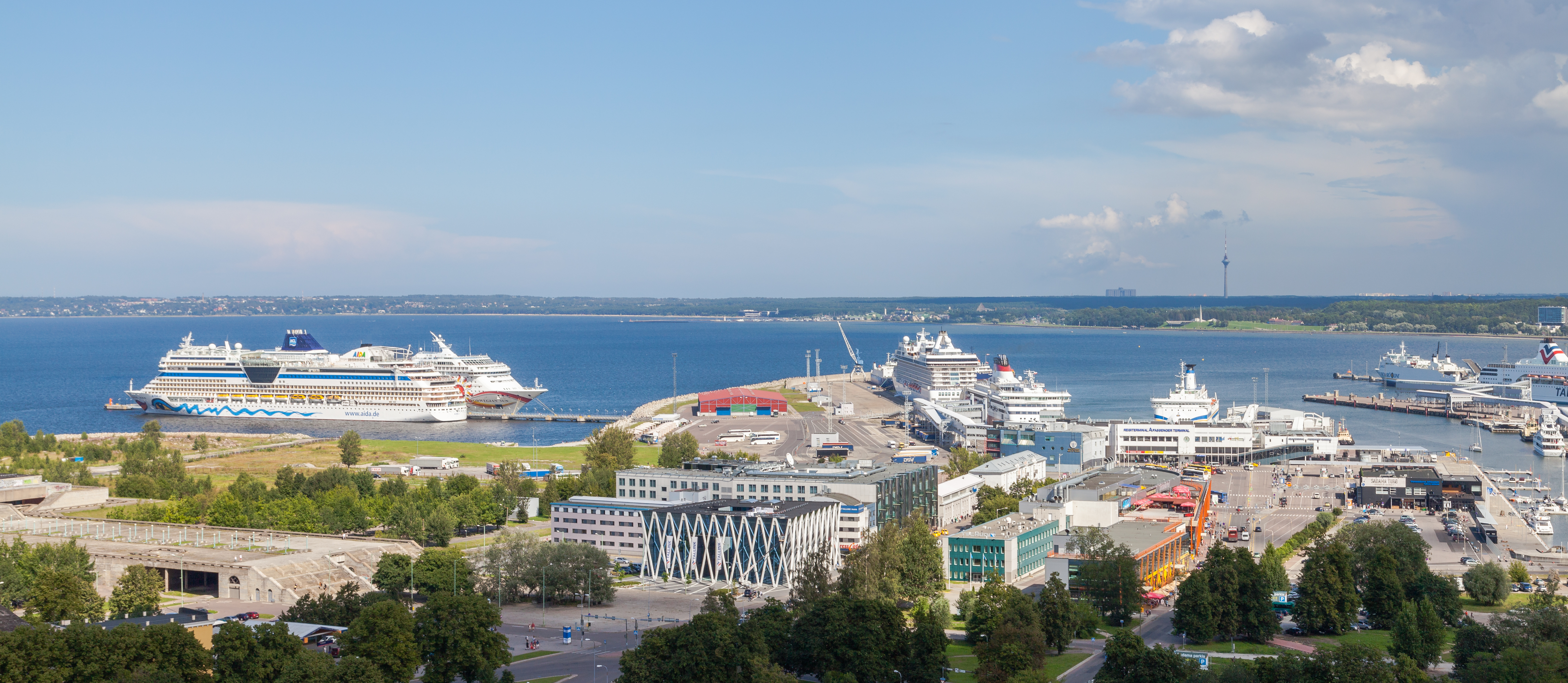
A Tallinni kikötő

#### Külső elérhetőségei
Tallinn napjainkban a Balti-tenger egyik legfontosabb kompkikötője. Közvetlen kompjárat köti össze a következő városokkal:
- Helsinki, Finnország
- Stockholm, Svédország
- Mariehamn, Åland, Finnország
- Szentpétervár, Oroszország
- Rostock, Németország

A Tallinni repülőtér (IATA: TLL, ICAO: EETN) a városközponttól mindössze négy kilométerre található. Érdekesség volt a Tallinnt (ICAO: EECN) Helsinkivel (ICAO: EFHE) összekötő menetrend szerinti helikopterjárat, amely azonban 2008. december 19-én megszűnt.
Közúton a Via Baltica (E67, Prága – Helsinki) köti össze Európával. Az útnak része a Tallinnt Helsinkivel összekötő kompjárat.
Észtország tömegközlekedését alapvetően busz forgalommal biztosítják. A vasúthálózat jelentősége elhanyagolható. A Tallinn környéki helyiérdekű vasúton kívül csak egy Tallinnt Szentpétervárral és Moszkvával összekötő vasútvonal üzemel.

#### Helyi és elővárosi közlekedés

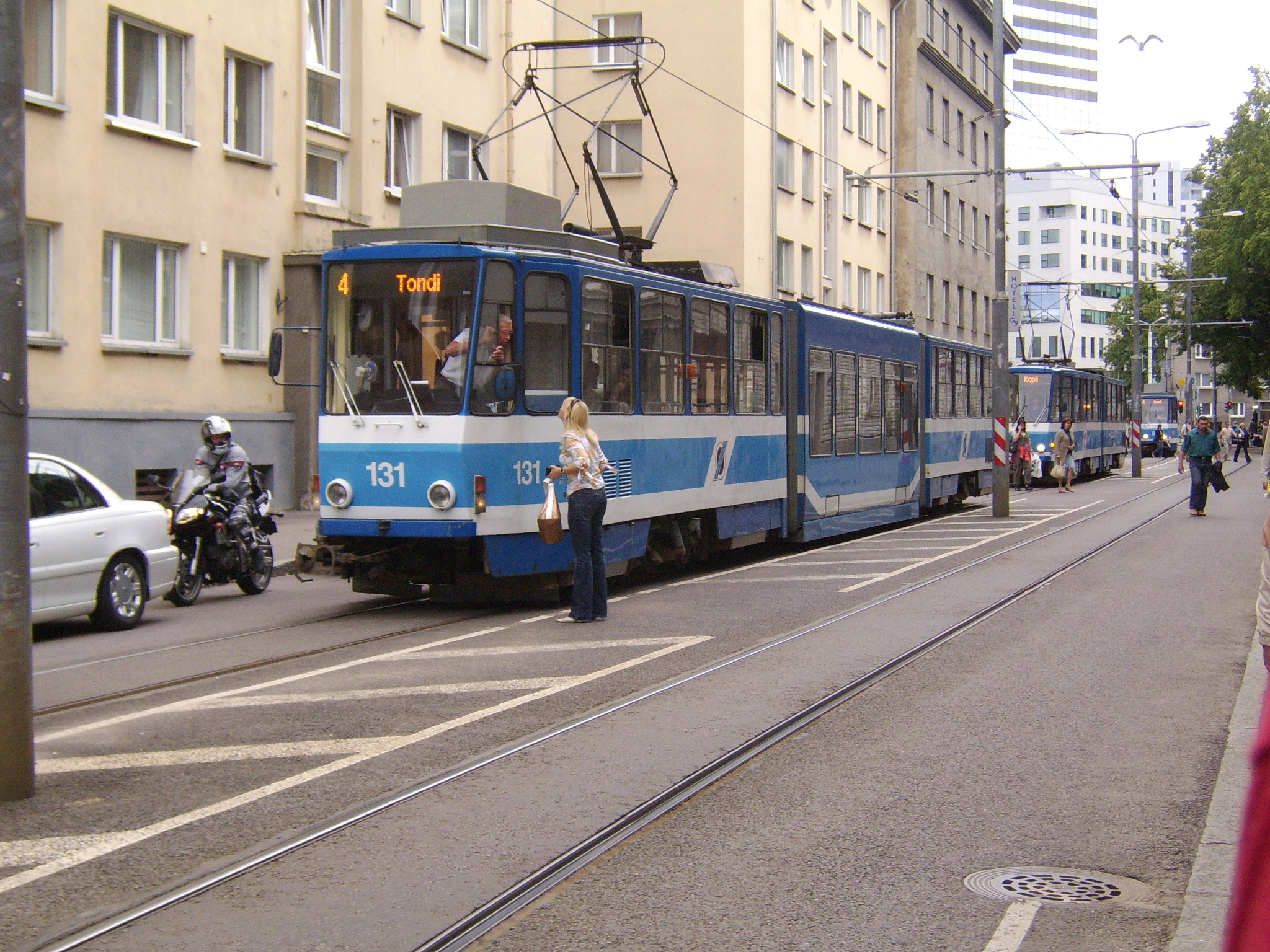
Alacsony padlós középrészű Tatra KT6 (modernizált KT4) villamos

A helyi közösségi közlekedést az önkormányzati tulajdonban álló Tallinna Linnatranspordi AS működteti, melyet 2012-ben hoztak létre az autóbusz- (TAK), valamint a villamos- és trolibusztársaság (TTTL) összevonásával. A hálózatot 4 villamos-, 7 trolibusz- és 56 autóbuszvonal alkotja. A helyi közlekedés 6 és 23 óra között üzemel, kivéve egyes járatokat, melyek 24 óráig járnak.
A járműállomány a villamosoknál ČKD Tatra KT4 és KT6 típusú járművekből áll; utóbbiak alacsony padlós középrésszel rendelkeznek. a trolibusz járműpark sokszínű: legkorszerűbb típusai az alacsony padlós Ganz Solaris Trollino szóló és csuklós trolibuszok, de mellettük Ikarus 412T, Škoda 14Tr és Škoda 15Tr járművek is közlekednek.
2013 óta elektronikus jegyrendszer működik, ezen kívül a járművezetőknél egy utazásra szóló papíralapú jegy váltható. A közösségi közlekedés használata tallinni lakosok számára díjmentes.

## Oktatás, kultúra

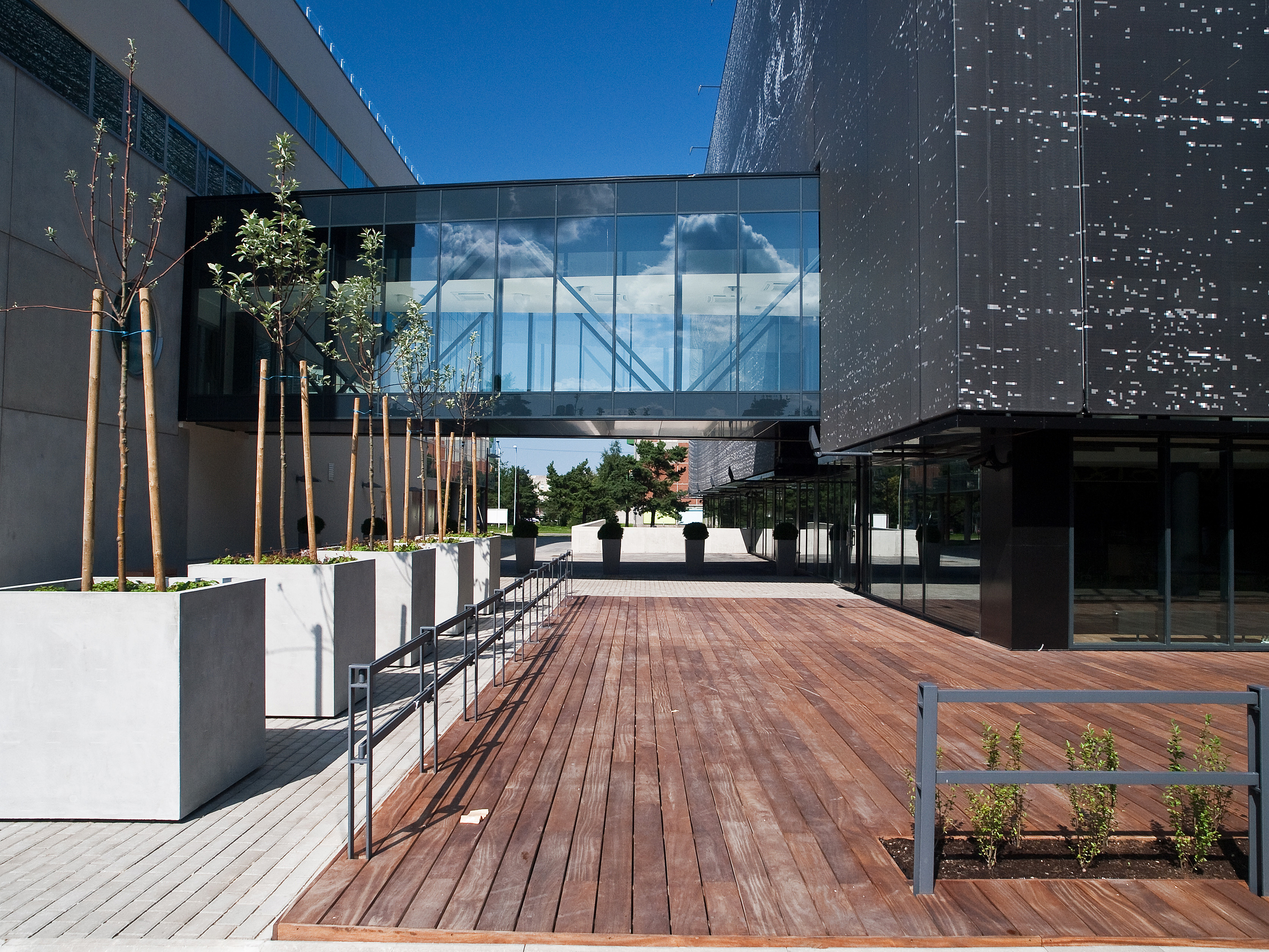
A Tallinni Műszaki Egyetem épületei

Bár Észtország legjelentősebb egyeteme Tartuban található (Tartu Ülikool – TU), kétségtelenül Tallinn az észt kulturális, és tudományos élet központja. Tallinnban 4 egyetem és közel 20 -jelentős részben magán- felsőoktatási intézmény található. A város legnagyobb egyeteme a Tallinni Műszaki Egyetem, s itt található a Tallinni Egyetem (Tallinna Ülikool – TLÜ) is. Itt van az Észt Tudományos Akadémia központja, a Nemzeti Könyvtár, a Kumu szépművészeti múzeum, az Észt Drámai Színház és az Észt Nemzeti Opera is. Jelentős kulturális intézmény továbbá a Tallinni Orosz Színház is.

## Látnivalók
Tallinn látnivalói zömmel a történelmi városközpontban találhatók és gyalogszerrel könnyen elérhetők.

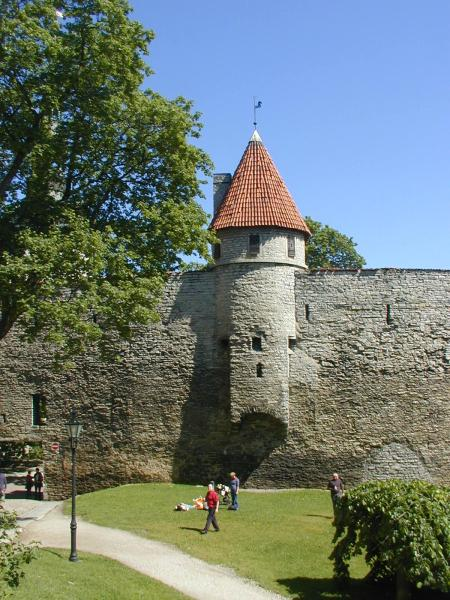
A tallinni városfal egy részlete

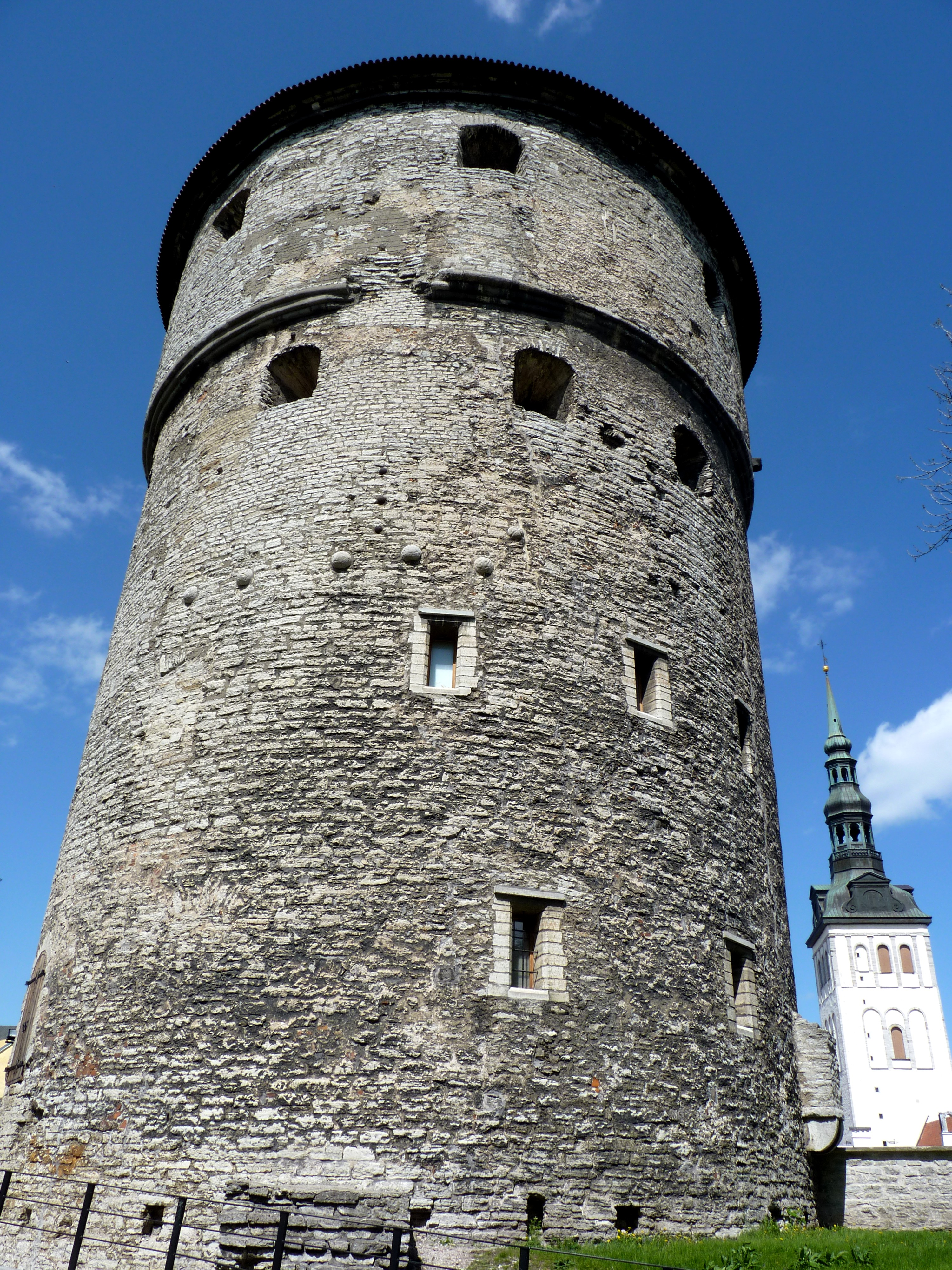
Az ágyútorony

- Magasan a város felé emelkedő mészkősziklán a Toompea-n található a Livóniai lovagrend 1229-ben épült lovagvárának területe. A Toompea kiemelkedő látványosságai:
  - Várkastély Az épületet, a lovagvár déli és délkeleti falának lebontása után, 1767-1773 között építtette az akkori orosz kormányzó, kormányzói palotának. Az épület jelenleg az Észt Parlamentnek ad otthont.
  - Hosszú Hermann-torony
  - Tallinni dóm: 1219-ben kezdtek hozzá az építéséhez, jelen barokk formáját 1779-ben kapta.
  - Alekszandr Nyevszkij ortodox katedrális 5 kupolájával. (épült 1894-1900)
- A városfal a 15. századi Észak-Európa legjelentősebb védműve volt. Jelenleg a városfal közel 2 km hosszban áll. Áll még 26 torony is. Közülük néhányban laknak, mások üresen állnak, több pedig közintézményeknek, múzeumoknak ad otthont:
  - Kövér Margó – napjainkban ebben a toronyban van az Észt Tengerészeti Múzeum
  - Kiek in de Kök Kukkants a konyhába (torony) a Városi Múzeum kiállítóterme
- A Városház tér, és az 1402-1404 között épült késő gótikus Városháza. A Baltikum legszebb eredeti állapotában megmaradt késő gótikus építészeti emléke.
- A Feketefejűek háza, a nőtlen kereskedők céhének székháza.
- Három nővér – 15. századi kereskedőházak
- A Szent Olaf-templom építését 1267-ben kezdték, jelen formáját 1450-ben kapta.
- Tallinntól keletre Kadriorgban
  - I. Péter cár nyári rezidenciája, a Kadriorgi palota (barokk stílusú, 1725-ben épült)
  - Piritai Szent Brigitta kolostor
  - Botanikus kert
- Rocca al Mare a szovjet időkben, 1964-ben, a Rigai mintára kialakított Észt Szabadtéri Néprajzi Múzeum (Skanzen)

## Neves szülöttei
- II. Alekszij (1929–2008) Moszkva és minden oroszok pátriárkája
- Fjodor Fjodorovics Andresen, orosz festő
- Alexander von Benckendorff, orosz tábornok
- Jakob de la Gardie, hadvezér különböző államok szolgálatában, Livónia főkormányzója
- Magnus Gabriel de la Gardie, svéd tábornok államférfi
- Piret Järvis (1984–) észt televíziós személyiség, a Vanilla Ninja nevű észt lányzenekar alapító tagja
- Carmen Kass, szupermodell
- Siim Kallas (1948–) észt politikus, az Európai Bizottság alelnöke
- Aleksander Mülber (1897–1931) észt festőművész